# کارلوس آسکوئس
کارلوس آسکوئس (انگلیسی: Carlos Ascues؛ زادهٔ ۱۹ ژوئن ۱۹۹۲) بازیکن فوتبال اهل پرو است که در پست‌های هافبک میانی و مهاجم بازی می‌کند.
از باشگاه‌هایی که در آن بازی کرده‌است می‌توان به باشگاه فوتبال بنفیکا بی، باشگاه فوتبال پانتولیکوس، و باشگاه فوتبال الیانزا لیما اشاره کرد.
وی همچنین در تیم ملی فوتبال پرو بازی کرده‌است.
وی در مسابقات کشوری و بین‌المللی در مجموع برندهٔ ۱ مدال برنز شده‌است.